# Karen Walker
En la serie de televisión Will & Grace, Karen Walker es la asistente de Grace Adler. Es una mujer adicta a las bebidas alcohólicas y a cualquier tipo de medicamento. Su esposo Stanley Walker es multimillonario por lo que consiente cualquier deseo de su amada esposa Karen. Su empleada Rosario por lo general juega varios roles, que van desde sirvienta hasta cómplice y guardaespaldas.
Es una persona extremadamente sarcástica y desinhibida, que ve la vida desde un punto de vista muy particular, aunque por dentro es muy sentimental respecto a sus amigos y a Rosario (su empleada y confidente), en especial Jack McFarland (Jacky o "poodle", como ella le llama).
Prácticamente de su familia no se sabe nada, aunque repite constantemente que internó a su madre en un hospital psiquiátrico porque le estorbaba, (su madre era una estafadora que durante la infancia de Karen se unía a hombres mayores y adinerados para estafarlos). Por esta razón es que Karen no desea verla (aunque no se encuentre en un hospital psiquiátrico sino trabajando en un bar), aunque claro, no está más decir que tiene a su hermana Gin (aunque era difícil saberlo pues siempre se confunde este nombre con frases referentes a sus bebidas como: "adoro a Gin" o "Gin me da dolor de cabeza").
- Datos: Q2546138